# Benice (Praga)
Benice – część Pragi leżąca w dzielnicy Praga 22, na południowy wschód od centrum miasta. W 2006 zamieszkiwało ją 476 mieszkańców.